# Zbigniew Szydłowski (generał)

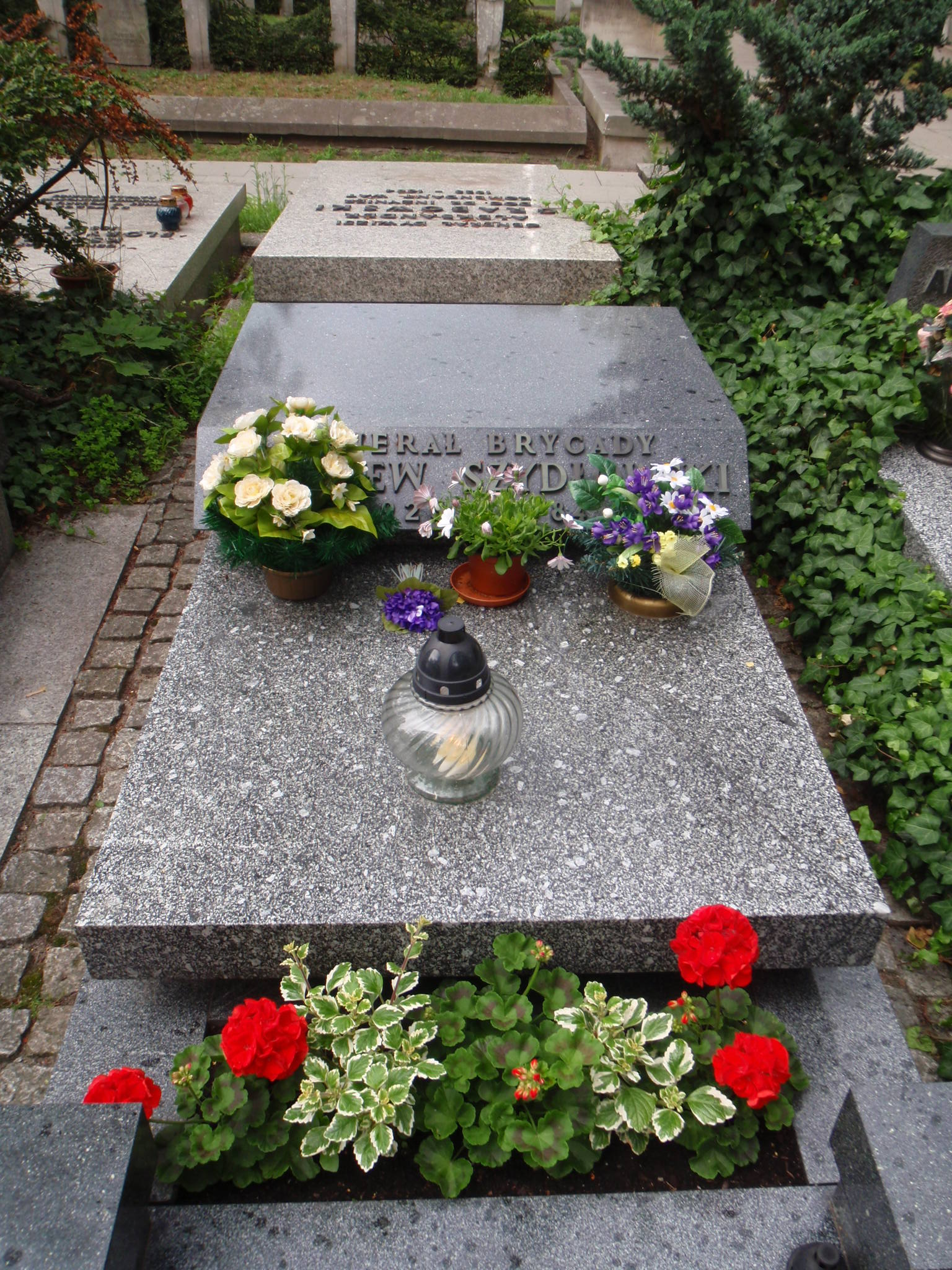
Grób Zbigniewa Szydłowskiego i jego żony Krystyny Dobrosławy na Cmentarzu Wojskowym na Powązkach w Warszawie

Zbigniew Szydłowski (ur. 17 kwietnia 1925 w Płaszkowie, zm. 19 marca 1984 w Warszawie) – generał brygady ludowego Wojska Polskiego, zastępca szefa Głównego Zarządu Politycznego WP.

## Życiorys
Urodził się 17 kwietnia 1925 w Płaszkowie w powiecie koneckim na obszarze ówczesnego województwa kieleckiego w rodzinie robotniczej Jana (1894-1929), kamieniarza i Michaliny z domu Skrzypek (ur. 1905). Po śmierci ojca, z powodu ciężkich warunków materialnych, wychowywał się w u wuja - inwalidy. W latach 1931–1937 ukończył 7 klas szkoły powszechnej w Dwikozach, a następnie do wybuchu wojny ukończył 1 rok gimnazjum ogólnokształcącego w Katowicach.
Od maja 1940 roku pracował jako robotnik i pomocnik kierowcy w Zakładach Wytwórczych „Społem” w Dwikozach, a następnie do września 1944 w Starostwie Powiatowym w Sandomierzu, gdzie był urzędnikiem referatu przemysłu. 
5 grudnia 1944 w Sandomierzu wstąpił ochotniczo do służby w ludowym Wojsku Polskim i został skierowany do 9 zapasowego pułku piechoty w Lublinie-Majdanku. 26 marca 1945 ukończył Centralną Szkołę Oficerów Politycznych w Lublinie i został promowany na stopień podporucznika w korpusie oficerów polityczno-wychowawczych. Od kiwietnia 1945 był instruktorem propagandy w 17 pułku piechoty 5 Dywizji Piechoty. Brał udział w walkach 17 pułku piechoty na szlaku bojowym od Nysy Łużyckiej do Budziszyna.
Od lipca 1945 był instruktorem propagandy Wydziału Polityczno-Wychowawczego 5 Dywizji Piechoty. Od marca 1947 był zastępcą dowódcy 28 Pułku Artylerii Przeciwlotniczej w Śremie. W lutym 1949 został wyznaczony na zastępcę szefa wydziału polityczno-wychowawczego 4 Dywizji Piechoty, a w listopadzie 1949 został zastępcą dowódcy do spraw polityczno-wychowawczych 16 Dywizji Pancernej w Elblągu. 
Od października 1950 do kwietnia 1955 studiował w Akademii Wojskowo-Politycznej im. Lenina w Moskwie, którą ukończył z oceną dobrą i dyplomem magistra historii. 
Od maja 1955 był zastępcą komendanta - szefem wydziału politycznego Oficerskiej Szkoły Politycznej im. L. Waryńskiego w Łodzi, a od października 1956, po reorganizacji szkoły został szefem wydziału politycznego Ośrodka Szkolenia Oficerów Politycznych. Od grudnia 1956 był czasowo komendantem tego ośrodka, a od czerwca 1957 także czasowo komendantem Wojskowego Ośrodka Szkolenia Ogólnego w Łodzi.
W latach 1957–1958 był zastępcą szefa Zarządu Politycznego Pomorskiego Okręgu Wojskowego w Bydgoszczy. W latach 1958–1964 był zastępcą dowódcy Pomorskiego Okręgu Wojskowego do spraw politycznych. 6 października 1962 mianowany uchwałą Rady Państwa PRL na stopień generała brygady. Awans otrzymał 12 października 1962  w Belwederze z rąk przewodniczącego Rady Państwa Aleksandra Zawadzkiego.
Następnie w latach 1964–1968 był zastępcą szefa Głównego Zarządu Politycznego Wojska Polskiego, szefem Zarządu III – Kultury i Oświaty. Od marca 1964 był przewodniczącym Rady Młodzieżowej WP. Od maja 1968 był zastępcą przewodniczącego Rady WF i Sportu MON. Od 1 marca 1969 do 27 kwietnia 1978 był prezesem Zarządu Głównego Ligi Obrony Kraju. Następnie został skierowany do pracy poza wojskiem na stanowisko dyrektora Departamentu Spraw Obronnych Ministerstwa Oświaty i Wychowania.
Zmarł 19 marca 1984 w Warszawie po długiej i ciężkiej chorobie. Pochowany z honorami 22 marca 1984 roku na Cmentarzu Wojskowym na Powązkach w Warszawie (kwatera B 4 rz. 8 m. 2). W pogrzebie uczestniczyli: przewodniczący Centralnej Komisji Rewizyjnej PZPR Kazimierz Morawski, wiceminister obrony narodowej, szef GZP WP gen. broni dr Józef Baryła oraz zastępca Ministra do spraw ogólnych gen. dyw. dr Antoni Jasiński. W imieniu żołnierzy Wojska Polskiego nad trumną gen. Szydłowskiego przemówił zastępca szefa GZP WP - szef Zarządu Kultury i Oświaty gen. bryg. Albin Żyto.

## Awanse
- podporucznik - 1945
- porucznik - 1946
- kapitan - 1946
- major - 1950
- podpułkownik - 1955
- pułkownik - 1958
- generał brygady - 1962

## Życie prywatne
Mieszkał w Warszawie. Od 1946 był żonaty z Krystyną Dobrosławą z domu Janeczek (1927-2015). Miał dwie córki i syna.

## Odznaczenia
- Krzyż Komandorski Orderu Odrodzenia Polski (1968)
- Krzyż Oficerski Orderu Odrodzenia Polski (1959)
- Order Sztandaru Pracy I klasy (1978)
- Order Sztandaru Pracy II klasy (1964)
- Krzyż Walecznych (1946)
- Srebrny Krzyż Zasługi (1946)
- Brązowy Medal „Zasłużonym na Polu Chwały” – dwukrotnie (1945, 1946)
- Medal za Odrę, Nysę, Bałtyk (1945)
- Medal „Za udział w walkach o Berlin” (1968)
- Medal Zwycięstwa i Wolności 1945
- Medal 10-lecia Polski Ludowej
- Medal 30-lecia Polski Ludowej
- Złoty Medal „Siły Zbrojne w Służbie Ojczyzny” (1968)
- Srebrny Medal „Siły Zbrojne w Służbie Ojczyzny”
- Brązowy Medal „Siły Zbrojne w Służbie Ojczyzny”
- Złoty Medal „Za Zasługi dla Obronności Kraju”
- Srebrny Medal „Za Zasługi dla Obronności Kraju” (1968)
- Brązowy Medal „Za Zasługi dla Obronności Kraju”
- Odznaka „Zasłużony Działacz Kultury Fizycznej” (1970)[4]
- Złota odznaka honorowa „Za Zasługi dla Warszawy” (1965)[5]
- Odznaka honorowa Stowarzyszenia Bibliotekarzy Polskich (1968)[6]
- Złota odznaka Związku Nauczycielstwa Polskiego (1966)[7]
- Honorowa odznaka Zrzeszenia Studentów Polskich (1966)[8]
- Złota Odznaka Kół Młodzieży Wojskowej
- Medal 100-lecia sportu polskiego  (1968)[9]
- Order Czerwonego Sztandaru (Związek Radziecki, 1968)
- Medal „Za zwycięstwo nad Niemcami w Wielkiej Wojnie Ojczyźnianej 1941–1945” (ZSRR, 1945)
- Medal „Za odwagę” (Czechosłowacja, 1948)